# 晋西事变
晋西事变，又称十二月事变、十二月政变、新軍事件，指1939年11月28日，國民政府冬季攻勢初期所發生的阎锡山二战区与八路军间的國共摩擦事件。這起事件破壞了國軍第二戰區在晉南三角地帶對日軍的攻勢計劃。中共指控閻錫山「背信棄義、發動內戰與日軍聯合夾擊共軍」。國民政府與閻錫山則認為中共違抗命令、策動叛變、兼併國軍。

## 背景
1931年九一八事变，日本侵占中国东北。此后日本逐步加强了在华北的势力，山西也处于日本势力扩张的危险之中。1935年底，日本炮制华北事变，随即要求华北五省实行“自治”；共产党发动一二九学生运动鼓动抗日救亡。1936年2月，中国工农红军渡过黄河东征，阎锡山的晋绥军遭到惨败。蒋介石随即派出关麟征指挥五个师开入山西。5月初，中国工农红军回师陕北，國民政府的部隊却并未撤离山西，而是驻扎在山西河东道，在6月成立晋陕绥宁四省边区剿匪总指挥部，陈诚任总指挥，对阎锡山在山西的统治构成威胁。蒋介石还拉拢正在庐山受训的晋绥军高级将领。阎锡山深感蒋的威胁加深，曾愤恨地对其表弟梁化之称：
我不亡于共，亦要亡于蒋。
与此同时，日军加紧进攻绥远。面对日军、嫡系國军和红军的进逼，阎锡山不得不小心维护自己的地盘，并审时度势，决定联合中国共产党及其领导的中国工农红军，一方面拒蒋，一方面拒日，以求自保。就此，阎锡山曾无奈地对手下人说，
同共产党搞统一战线，这中间有风险。但是，不跟共产党合作，又有什么办法呢？现在我只有用共产党的办法，此外都不能抵制日本人和蒋介石。我是用共产党的办法削弱共产党。
1936年9月18日，自强救国同志会内的部分左派人士发起成立“抗日救国同盟会”。阎锡山怕触怒日本方面，遂将其更名为“牺牲救国同盟会”（简称“牺盟会”）并自任会长。10月下旬，经阎锡山邀请，中国共产党党员山西人薄一波主持牺盟会工作。自此之后，中国共产党在山西和阎锡山以特殊形式建立了抗日民族统一战线，即中国共产党党员参加阎锡山官办的各类团体，开展抗日救亡运动。
1936年11月，阎锡山经与蒋介石会商，命令晋绥军傅作义、赵承绶等部反击入侵绥东的日伪军，并于11月24日收复百灵庙，当时人称“百灵庙大捷”。
1937年7月7日卢沟桥事变爆发。8月5日，阎锡山到南京出席国防会议，拥护全面抗战，任第二战区司令长官。8月，国共双方就第二次合作达成协议，红军改编成国民革命军第八路军（后改称第十八集团军），编入第二战区战斗序列，开入山西抗日。阎锡山提出“民族革命”口号，同意由牺盟会组建山西青年抗敌决死队（又称“新军”，以和时称“旧军”的阎锡山原有的晋绥军相区别）和太原工人武装自卫队，挂靠在晋绥军名下，并拨给武器装备。9月20日，根据中国共产党方面的建议，阎锡山成立第二战区民族革命战争战场总动员委员会，续范亭任主任委员。
日军占领北平、天津之后，便出兵山西。8月27日，阎锡山赴雁门关内太和岭口指挥部队抗击来犯日军。 9月初，日军侵入山西，晋绥军在天镇、广灵的防御失败。9月下旬，晋绥军、中央军和八路军共同进行忻口会战。由于战事不利，11月4日阎锡山离开太原南撤临汾。11月8日，日军占领山西省首府太原。
这期间，日军来势汹汹，而阎锡山的晋绥军损失溃散不少，各级文官多已弃职，阎锡山遂寄望牺盟会和决死队支撑他扭转危急局面。通过阎锡山的支持，到1939年夏，新军已发展到4个决死纵队、一个工兵旅和一个暂编师，共达50个团约五万多人，加上牺盟会发展的游击团、保安旅、政保队等地方武装共10万余人，人数和武器都超过了旧军；五个专区及105个县中的70个县长为牺盟特派员（其中多数是中国共产党党员）担任。
徐向前在戰後記載了消滅國民黨敵後抗日政權的手法：「一是統，部隊開進一個地區，先與國民黨的縣長區長談判爭取合作，談判幾條協議在手，他們違反時就可以名正言順問罪。二是擠，釜底抽薪，發動群眾減租減息，有些頑固地區官員只得捲鋪蓋走路，地方政權便成功到手。三是武裝打擊。」

## 國民政府觀點
1936年秋，閻錫山為團結各方勢力共同抗日，組織「犧牲救國同盟會（犧盟會）以組訓民眾展開游擊戰，未料被共產黨劉岱峰、郭挺一、張文昂、牛佩琮、宋時昌等人滲透把持，抗戰爆發後犠盟所提出「民族革命十大綱領」，為中共「抗日救國十大綱領」改頭換面而來，並利用所掌握的軍政大權撤換國民黨籍縣長，使全山西省105縣之中60多人屬中共「犧盟會」幹部。之後更利用行政力量組織中共犠盟武裝，如游擊隊、決死隊、自衛隊等，自稱「新軍」，將閻錫山所屬晉綏軍稱作「舊軍」，並宣傳舊軍不會抗日，來製造雙方對立，進而號召「解除頑固份子武裝，發揚新軍之優良，方能作到無條件之存在」。
1939年3月，山西省政府主席閻錫山決定將中共「犧盟會」所操控的各縣政權收回，並把新軍改為教導軍，以遏阻內部的壁壘對立。11月26日，國民政府發動對日軍之冬季攻勢，閻錫山所屬第二戰區奉令擔任主攻。11月28日，獨立第二旅韓鈞公開叛變，殺害「舊軍」軍官〔決死第四縱隊第十總隊魯應錄下屬第二營全數遭擊斃〕及其眷屬，又捕殺國民黨籍同志會、突擊團等抗日組織。12月7日，韓鈞發出虜電，決死隊第一縱隊薄一波、決死隊第二縱隊張文昂、決死隊第三縱隊戎伍勝、決死隊第四縱隊雷任民等陸續叛變。叛軍最後演變成十個團，隨後賀龍公開聲援並加以收編。
阎锡山宣布韩钧“叛变”，并通电全国对其进行讨伐。晋西事变爆发。
晋西事变爆发后，阎锡山曾對山西省犧盟會全體人員發表文告：
閻錫山將軍告晉省全體犧盟同志
自綏東抗戰以來，我犧盟在全國抗戰歷史上，有它光榮偉大的功績，這都是我全體犧盟同志艱苦奮鬥的收獲。不幸隱藏於我犧盟組織內部之別有陰謀的偽裝分子掀起晉西事變，以致一部軍隊被劫持叛變，各地民運工作多陷停頓，各地同志或被叛變分子欺騙宣傳所矇蔽，或為其武力所脅迫，致形成混亂之局，大敵當前，遭此變故，實所痛心！事實如何，不能不為我全體同志道之：
一、晉西事變爆發之後，我陸續從背叛犧盟分子所發之一切言論文件，得到一個結論，就是他們已經赤裸裸自招了他們的立場，和他們對犧盟的企圖，充分證明了這些別有組織背景的偽裝分子，一向在犧盟內部所進行的各種陰謀活動與政治企圖。我為抗戰排除萬難成立犧盟會，並為適應抗戰緊急需要大量提拔青年幹部，原期對國家民族盡最大力量，不意此等偽裝分子混入內部，只為部分利益，不顧民族利益，際此抗戰進入千鈞一髮的階段，脫離國家民族立場，捏造事實，進行分裂……此不惟是我犧盟的叛逆，亦乃國家的罪人，應為全體犧盟同志所徹底認識者。
二、事變一開始，此少數陰謀分子所捏造之唯一口實，第一是山西已局部投降妥協，第二說我被頑固分子包圍，在事實證明我全體軍民依舊在前方與敵浴血苦鬥……始終不渝！但對一切危害抗戰製造分裂的陰謀活動，決不予寬容，陰謀分子之欺騙宣傳，絕不能掩蓋鐵的事實於永久。

三、事變發生以來，使我多數犧盟同志蒙受其害。或不明真相盲從附逆，或迫不得已，被其裹脅，加之各地情況遽變，一時未復常軌，致徬徨歧路莫知所措者亦屬不少。茲所告者，我犧盟政治立場與路線，始終不變，團結不願做亡國奴的人一舉抗敵，是我國的基本精神，今日犧盟的惡運，乃少數分子背叛犧盟所造成，我全體同志應認清是非與利害，勿為無稽謠言所動搖，要百倍的堅定自己的立場，一本以往精神，站在犧盟的旗幟之下，奮鬥到底，我已告知各地軍政當局對各地犧盟同志加以保護，對於明瞭事實真相後覺悟歸來的同志，尤予以切實之保護，望我全體犧盟同志，明辨是非，負起撥亂反正的責任，勿為奸謀所迷惑，是所至盼。
1940年1月，張文昂、韓鈞取得八路軍115師獨立旅支援，1月13日，決死隊獨立七旅34、35團由李梁率宣佈起義。1月14日，駐靜樂之203旅劉璣取得八路軍358旅支援後叛變，將原旅長劉武銘槍決。217旅雷任民、郭挺一會同暫一師续范亭叛變。保安團張雋軒率部投共。
閻錫山：當時隱藏於我犠盟組織內部之別有陰謀偽裝份子掀起晉西事變，以致一部分軍隊被劫持叛變，各地民運工作多陷停頓，各地同志或被叛變份子欺騙宣傳所矇蔽，或為其武力所脅迫，致形成混亂之局。
1957年5月，曾任第二戰區副司令的楊愛源答覆美國留學生葛林：
38年對日抗戰時，共產黨煽動國軍叛變，有人建議將叛變軍官捕殺，閻先生認為應改變人的錯，不應該激發人的錯，未接受。閻先生認為盲目反共，等於雙料共產黨，貽害人類。

### 善後
閻錫山在事變後之處理：

1. 即日電令將韓逆鈞撤職查辦，專案將事實真相呈報中央、通電友軍，並向中央自請處分。
2. 曉諭決死二縱隊全體官兵，不聽韓逆謊言，聽命艾（子謙）、白（英傑）二旅長命令到指定地點集合。
3. 通令各軍政機關，協助艾白二旅長收容未附逆及逃回之官兵
4. 因叛變受害之軍政人員及民眾，下令調查慰撫
5. 通告晉省各地民眾，請大家安心協助政府抗戰到底。

## 中共方面觀點

### 事件酝酿
随着中共势力在山西的影响不断扩大，阎锡山开始对中共及牺盟会、新军产生一定提防。阎锡山撤退到临汾后，成立民族革命大学，公布了《民族革命十大纲领》，纲领内容与中共中央发布的《抗日救国十大纲领》内容类似。另一方面，1938年2月16日，阎锡山成立了以山西旧派人物为主要成员的民族革命同志会并自任会长，以该会与牺盟会、中国国民党相抗衡。
1938年2月日军开始南侵临汾、运城。1938年2月10日，日军华北方面军向其第一军发布了向晋南作战的命令。在此背景下，2月17日第二战区在临汾以西的土门村召开会议，决定二战区所属部队分为三路：
- 西路军（阎锡山的旧晋军、决死队）进入吕梁山区吉县一带作战
- 南路军（卫立煌的中央军）在晋南中条山地区
- 东路军（在晋东南地区的第十八集团军和该地区的中央军、晋绥军）朱德、彭德怀就任东路军正、副总指挥

会后，阎锡山经吉县过黄河撤到陕西宜川县秋林镇。八路军、山西新军、晋绥军同日军进入相持阶段，日军控制交通要道和大中城镇，抗日军民则控制山区。此外，中国共产党领导的晋绥边区、晋察冀边区、晋冀鲁豫边区相继成立。1938年春季晋东南反九路围攻，八路军、中央军和晋绥军尚能战役配合联合对日作战。
1938年7月，阎锡山在吉县古贤村召开晋绥军军师长参加的第一次古贤会议，会议开始后阎锡山讲话：“这次会议是给你们开追悼会的。但是如果你们懂得了道理，也可以说是庆生会。”“你们的作战方法，是同敌人死拼，现在你们的力量，已大大减少，再这样下去，不到三个月，你们就全完了。”“你们反对薄一波他们，你们算什么？薄某人是大骡子拉马车，轻松得很，你们这些人哪个能赶得上他？哪一个够格？”“欲抗敌成功，必须先求军队本身的存在。欲存在，须以弱变强；欲成功，须以弱胜强。”
1938年8月下旬朱德赴吉县拜访阎锡山，商定在第二战区司令长官驻地设立第十八集团军办事处，朱德当场指定王世英任处长，阎亦同意。朱德代表中央和在延安马列学院学习的王世英谈话，指示驻阎部办事处的任务“一是要拖住他，不让他投降日寇；二是要支持他，不让蒋介石把他吞掉，不然，我们陕甘宁边区同中央军之间的缓冲地带就没有了，将会给我们造成更大的困难；三是要警惕他，随时准备应付他的反共活动；四是及时掌握阎锡山的动态，随时向中央报告”。
1938年9月25日，阎锡山再次在古贤村召开由军政民干部参加的“抗敌行政工作检讨会议”，会议通过了阎锡山亲手制定的《抗敌行政机能十大纲领》、《抗敌人员必戒二十条》、《抗战必要条件六项》，提出“实行说服行政”、“实行强民政治”、“整理地方武力”、“严格执行纪律”等，限制牺盟会的地方行政权力。
1938年10月王世英出任八路军驻第二战区司令长官部办事处处长，负责同阎锡山的第二战区进行抗日联络工作，用公开工作掩护秘密工作，在阎系的军事、政治、经济等核心部门都发展和安排了一批地下党员，坚持中共中央提出的“坚持抗战，反对投降；坚持团结，反对分裂；坚持进步，反对倒退”的方针。
1939年1月，中国国民党五届五中全会在重庆举行，会上确定“容共、防共、限共、反共”方针。会后，秘密颁发了《限制异党活动办法》、《沦陷区防节共产党活动办法草案》、《共产党问题处置办法》等文件。其中《限制异党活动办法》：“各地方党政机关关于应付异党之对象与办法。必须层层负责，尽量避免书面传递之方法。各机关拟具对策时，亦应根据地方事实、环境，立言不可动辄用中央口气或翻印中央所颁布之原则。至必须保存之文件，亦应指定忠实可靠人员，严密保密，以免泄漏。”各地磨擦和反共活动加剧：
- 1939年3月30日国民政府军事委员会别动总队第五纵队司令秦启荣(兼山东省第十二区行政特派员和保安司令）所部共3000余人在博山以东太和庄袭击八路军山东纵队第3支队政治部主任鲍辉、特务团团长潘建军等62名由胶济路北赴鲁南受训的干部,在营长吕乙亭率领的护送部队2个连共270余人。八路军除60余人突围外，被俘人员全部被活埋。史称“博山惨案”。8月上旬,秦启荣亲率所部9个梯队袭击驻莱芜县雪野镇的八路军山东纵队第四支队司令部，制造了“雪野事件”。8月中旬,又制造了“淄河事件”。
- 1939年6月21日午夜，鹿钟麟、张荫梧的河北民军袭击深县刘家庄，八路军被围时间长达两昼夜，损失了400余人，制造了深县惨案。
- 驻大别山地区的桂系第21集团军总司令廖磊兼安徽省主席、代管鄂东事务，抗战初期与中共关系亲密，把中共鄂皖区党委请到立煌县城同城办公，安徽省抗战动委会、《大别山日报》等交共产党人主持，英山县选派中共干部杨必声、魏文伯分任县长、科长（实为县工委书记）。对在鄂东的中共张体学部武装，1939年1月廖磊颁发了国民革命军第二十一集团军独立游击第五大队正规番号，并赠军用电台，计发粮饷。1939年春夏，廖磊迫于反共压力，不得不与中共分手，把中共区党委包括在廖部工作的干部全部礼送出境，安全转移到皖中新四军驻地。[19]
- 1939年6月12日，驻湘鄂边区的第27集团军总司令杨森部派特务营一个连，突然袭击驻湖南平江县加义镇的新四军通讯处，杀害中共江西省委副书记兼湘鄂赣特委书记涂正坤、湘鄂赣特委组织部长罗梓铭、新四军驻赣办事处秘书兼江西省委组织部长曾金声、湘鄂赣特委秘书主任吴渊及通讯处工作人员吴贺泉、赵绿吟等，制造了“平江惨案”。同时，在平江的红军家属及其他革命分子被杀者不下千余人。
- 1939年9月1日，鄂东黄冈行政督察专员程汝怀(桂系)兼第五战区鄂东游击总指挥部总指挥，派遣鄂东游击第十八纵队（前身为湖北保八团）进剿麻城夏家山的中共张体学的鄂东游击独立五大队，五大队被迫分散向河南信阳、罗山和鄂东北礼山相连的地方突围，部队受到重大损失。黄冈中心县委组织部长张良卿、五大队供应处长姚渠、营教导员曹云路、医务主任戴醒群，以及医务、后勤人员等共100余人被捕后遭杀害，加上军属与革命群众，被杀害500多人，为史称“夏家山事件”（亦称“鄂东惨案”）。[20]
- 1939年11月11日，第三十一集团军少将参谋耿明轩、确山县长许公超，纠集确山、信阳、沁阳等县自卫团1800余人，突然袭击驻确山县竹沟镇的新四军留守处，残杀留守处医院的伤病人员及抗战官兵家属200余人，制造了“确山惨案”。

1939年1月27日，阎锡山从山西吉县西渡黄河进驻陕西省宜川县秋林镇。1939年3月25日至4月22日，阎锡山在陕西省宜川县秋林镇召开了秋林会议（军、政、民高级干部会议），与会者有师长及独立旅长以上军官、各区专员及保安司令以上的行政区干部、公道团骨干、牺盟会各中心区及部分县特派员等160余人，汇集了新旧两派的重要人物。牺盟会和新军领导人薄一波、续范廷、牛荫冠、雷任民等出席。阎锡山在会上说：
武汉失守后，抗战越来越困难，二战区削弱了，只有共产党、八路军壮大了。现在，我们要自谋生存之道。
他还提出，“现在天要下大雨，应该准备雨伞。”在会上，阎锡山提出了中心议题即取消新军的政治委员制，并强调文官不得兼任军职是蒋介石的命令。这一提议遭到与会的牺盟会和决死队领导人薄一波、决死队二纵政委张文昂等人的强烈反对。秋林会议上，阎锡山还提出了“统一编制，统一训练，统一指挥，统一人事和待遇”的“统一方案”，取消决死队的四个纵队和工卫旅，进行改编，目的是把新军统一于旧军，会上还提出取消续范亭任主任的第二战区民族革命战争战场总动员委员会、限制牺盟会活动、缩小专员权限、取消若干进步法令等。会后，閻錫山決定將牺盟会控制的各縣政權收回。秋林会议同时，停止活动八年的国民党山西省党部重建，赵戴文为主任委员，中统黄树芬为书记长，10名委员中蒋中正委任6人，阎锡山委任梁化之、李冠洋等4人。会后，阎锡山用各种办法羁留与会的牺盟会和新军领导人近3个月不让其回前线。如韩钧在“第二战区校尉级军官训练团”第一期当了三个月的指导员。直到经党的同意，采取表面接受、实际抵制的办法，答应了阎锡山的要求，取消政委制、按照统一方案分别改编为旅，阎锡山委任旧军军官担任各旅旅长。直到6月份，薄一波等人才被允许离开秋林镇。
“统一方案”下的决死队改编：、
- 一纵队改编为：独1旅：旅长梁述哉兼，政治部主任牛佩琮；216旅：旅长台耀玺，政治部主任周仲英
- 二纵队改编为：独2旅：旅长艾子谦，政治部主任韩钧兼；196旅：旅长白英杰，政治部主任徐荣
- 三纵队改编为：独3旅：旅长颜天明兼，政治部主任董天知兼；197旅：旅长赵世玲，政治部主任张凤阁
- 四纵队改编为：独7旅：旅长卢宪高，政治部主任李力果；203旅：旅长刘武铭，政治部主任刘玉衡。
- 政治保卫队改编为：209旅：旅长张韶芳，政治部主任廖鲁言；212旅：旅长孙定国，政治部主任王成林；213旅：旅长郝玉玺（1939年11月从秋林镇回部队路上被害），政治部主任纪锦章。
- 工人武装自卫旅改编为：207旅：旅长郭挺一，政治部主任侯俊岩

以上各旅旅长均为原晋绥军军官，政治部主任多数为中共党员。政治委员制取消。
1939年6月，续范亭的第二督察专员公署保安司令部撤销，阎锡山委派赵承绶为第二督察专员公署主任、保安司令，统管晋西北的军、政、民工作。在晋西北各县建立了“精建会”、“突击团”等组织，专门进行破坏中共的活动；派“联络官”、“视察员”到决死四纵的独七旅和二0三旅进行策反活动，鼓动旧晋军军官挑起事端，使斗争尖锐化、明朗化。续范亭的二专署所属7个游击支队中，2个支队归入晋绥军，5个支队进行改编。其改编结果为：
- 暂编第1师：师长续范亭，参谋长张希钦
  - 一支队改编为36团
  - 二、四支队合编为37团
  - 五、八支队合编为44团：团长冀聘之叛变
- 六、七支队合编为决死13团，划归第十一专区杨集贤部

后来阎锡山又将赵戴文、赵丕廉从重庆调回。这两人曾在薄一波、张文昂在山西国民师范学校念书时任校长，阎锡山想通过他们劝薄一波、张文昂接受取消新军政委制，但未能成功。拖到1939年5月底，阎锡山遂向薄一波直接提出，“文官不能兼军职是蒋委员长的决定，只能执行。我们必须取消专员兼任的政治委员。”当时梁化之给阎锡山分析，称决死队一纵队（当时驻在晋东南）完全是中共控制，三纵队完全是阎锡山控制，二纵队是一半对一半，四纵队不存在专员兼政委的问题，但也可能是一半对一半。薄一波眼看取消新军政委制已无挽回余地，便称“化之说得对，决死一纵队完全是共产党掌握的，即使取消了政治委员，也不可能回到山西旧军序列。不过，我回去，还可以做点工作，你看怎么样？”阎锡山同意了。1939年6月初，薄一波、戎子和回到晋东南。
从秋林镇回到太岳之后，薄一波随即向中共中央北方局汇报了秋林会议情况并提出对策，获得北方局的首肯。1939年8月6日，北方局发出《制止阎锡山之动摇与巩固山西统战的指示》。9月21日中共中央发出《关于在山西开展反逆流斗争的指示》，随后中共中央以山西省委名义发出《关于坚持山西抗战克服危险倾向的宣言》。
这时薄一波已经从专区搬至决死队一纵队司令部。1939年6月，薄一波在山西省沁源县活凤村召开决死队一纵队第三次全体干部会议，史称活凤会议，具体布置切实掌握部队。11月初，决死一纵队第四次扩大干部会议召开，薄一波作了题为《如何克服目前时局危机与坚持长期抗战》的报告，指出目前妥协投降危险严重，山西的顽固分子反对中共、反对决死队、反对牺盟会、反对敌后抗日根据地活动日益严重，对此种危险形势必须加强思想准备。薄一波强调要加强组织准备，掌握部队，巩固政权。
1939年下半年，新军各纵队都进行了一定准备。比如一纵队将仍在部队的原晋绥军军官100多人送到白晋公路以东由罗瑞卿主持的中国人民抗日军政大学分校学习。由政工干部取代这些军官的职务。在晋西南区党委领导下，从1939年10月开始有计划的组织干部撤离秋林地区，11月达到高潮，到事变发生时需要事先撤离的党员干部和一些进步群众都已经撤到新的地区新的岗位。
1939年10月29日（辛亥革命山西光复纪念日），在陕西秋林的枣林会议室召开了民族革命同志会临时代表大会，阎锡山作了《抗战最高峰》的政治报告，在讨论同志会公约时，新派老派激烈争论，最后无果而终。会后，阎锡山留下新军代表韩钧不放其回部队，阎锡山提出调韩钧担任山西新军总政治部副主任（主任梁化之），韩钧拒绝。这时，山西旧军与新军、旧派与新派矛盾日增，而阎锡山和中共方面日益不信任。山西已成一触即发的局面。1939年11月，阎锡山下令秋林地区的党政军机关人员一律参加国民党。1939年11月，19军副军长梁培璜、61军副军长吕瑞英到临汾与日军清水师团参谋长山下秘密会谈，人称“临汾会谈”。1939年11月11日，截获天水行营发出的密令：“十八集团军擅委河防司令、警备司令，应明令撤销，另由中央派员充任河防司令，担任自宜川经延长、延川、清涧、绥德、吴堡、葭县、神木、府谷一带之河防任务……军事方面如陕北由清涧河以北之河防也应否改派其他国军接替，亦希权宜负责办理。”11月22日，日军突然从晋西的乡宁、蒲县、大宁、隰县突然撤退，19军迅速接防，使得决死二纵队、政卫二〇九旅、八路军晋西支队处于敌、阎夹击中。
1939年11月16日，召开中国国民党五届六中全会，决定实行军事“限共”为主，政治“限共”为辅的政策。
此时，贺龙、关向应正率八路军第一二〇师转战于晋察冀边区的阜平、平山。留驻晋西北的新三五八旅旅长彭绍辉带领护送弹药的第七一四团两个营于12月6日到达平山回口村。晋西北的八路军兵力空虚。新三五八旅主力七一四团，长年执行护送陕甘宁边区与各抗日根据地之间来往人员和物资弹药通过敌人封锁线的任务，本身发展不大，此时，还在执行任务途中。

### 事变引爆
1939年11月26日，國民政府發動對日軍的冬季攻勢，閻錫山的第二戰區擔任主攻。也在11月26日，梁化之允许从1939年8月就已经在秋林镇的韩钧第二天回前线，并叮嘱“必须走大路，千万不要走小路”；韩钧当天下午就带警卫员秘密走小路，11月28日安抵二纵队驻地隰县义泉镇（今黄土镇义泉村）。11月29日，二纵队召开纵队领导紧急会议，韩钧向张文昂、廖井丹、郝德青等介绍了阎锡山要拿二纵队开刀消灭新军的紧急严峻形势，以及阎军配合日军夹击消灭一纵队的阴谋计划；各路阎军已经就位，必须争取主动，不能坐以待毙。二纵队政委张文昂不了解秋林镇的政治形势，对韩钧的话表示怀疑，当场与韩钧激烈争吵。韩钧心急如火，情绪激动，声泪俱下，致使紧急会议中断。张文昂打电报给新军总政治部主任梁化之、副主任刘岱峰，大意是：韩钧返部后，召开会议，神经过敏，认为形势紧张，究竟如何？刘岱峰瞒着梁化之复电：形势紧张，希按韩的意思行事。张文昂看过复电后，迅即在二纵队领导会上统一了认识，做出了应对突然事变的紧急安排。韩钧委托郝德青于12月2日到隰县张家川（今为龙泉镇东部）向晋西南区党委书记林枫汇报。
11月28日，決死隊二縱隊一九六旅十七团同纵队部与六专署驻地附近缴械了十九军一个营。 魯應錄(即鲁英麟）的新军四纵队独7旅33团展开激战。魯應錄系原晋绥军军官，不听牺盟会指挥，故双方发生激战。鲁率团部、第一营、第三营突围投奔在绥远的傅作义，由于团内政治干部没有防备，最后只跑出80余人；2营则因营长郭庆祥立场坚决而没能被带走。
1939年12月1日，阎锡山以发动冬季攻势为名，命令决死队二纵队于12月5日向灵石、霍县段的同蒲铁路实行破击，同时命旧军4个军47个团为预备队，配置在二纵队后侧。12月1日当天，韩钧与张文昂联名致电新军总政治部主任梁化之、副总指挥陈光斗：旧军66师在隰县以东，73师在午城，“在我们背后准备所谓冬季攻势”，要他们转告阎锡山，该两师“无移此必要，恐惹是非，请变更驻地。”12月2日，韩钧与张文昂再次联名致电梁化之并阎锡山，请严令61军、19军各部万勿轻动，各归原防。这时陈长捷的61军从南向北，王靖国的19军从西向东共计47个团的兵力向二纵队包围逼近。同时同蒲铁路上的灵石、霍县日军也在增兵。12月2日韩钧在下桑峨（今属寨子乡）召集196旅的团以上军政干部会议，迎击阎军进攻的紧急动员和作战部署，并命令第六团第一营把61军11月下旬安插在纵队司令部附近谙正村（今属黄土镇）的一个营解除武装。
12月2日，独立第二旅旅长艾子谦叛变投靠十九军。12月3日，王靖国的第十九军在永和地区包围了决死队二纵队一九六旅旅部，旅长白英杰（白兴杰）、参谋长张文龙杀掉政工人员，解决了牺盟会永和县政府，带旅部机关投靠十九军。晋绥军随后破坏永和县、大宁县等六县的政府及牺盟会等组织，杀害了洪洞县、临汾县、蒲县的县长，袭击了位于隰县的八路军第115师晋西独立支队后方医院，杀害了医院伤病员。赵承绶则率部进攻驻晋西北的决死队及八路军第115师第358旅。孙楚部在晋东南进攻决死队三纵队。沁水县、阳城县、晋城县、浮山县、长治县等地政府皆被摧毁。12月4日，孙楚捣毁阳城县牺盟会的《新生报》社，活埋了编辑王良。
12月4日林枫致电毛泽东、王稼祥、滕代云、朱德、彭德怀、杨尚昆并各地新军：“一个重大的突然事变已首先在晋西发动......”。中共中央派彭德怀由延安赴秋林。12月5日、6日，彭德怀先后会见了阎锡山与梁化之。彭痛斥反动分子的罪行，陈述利害关系，表示拥护进步，坚持反对倒退的决心，同时也表示了某种让步。谈话以后，彭向中共中央书记处的报告中说：“阎的上述反动决心有动摇之意。总之，阎投降与反共未到最后决定。”12月6日毛泽东与王稼祥复电朱德、左权、彭德怀、陈士榘、林枫、彭绍辉、罗贵波、赵林并贺龙、关向应、刘伯承、邓小平、聂荣臻、彭真等《关于晋西南事件中我们的方针的指示》：“晋西南阎部新旧两军已发生严重武装冲突，表现着山西旧派投降日寇的表面化，其性质是对抗日的叛变。”“反新军反抗日的武装叛变，可能在晋西南、晋西北再扩大化。”我们的方针是：“速即通知进步分子，立刻警惕，准备坚决应付事变。对叛军进攻决不让步，坚决有力地给以还击，并立即由新派提出反对叛军的口号，但不要反对阎。”“在新军内迅速巩固党的领导，不可靠者断然撤换。”“八路本身严加警戒，以防意外，并应给新军以鼓励、掩护和支持。”12月6日晋西南区党委在隰县张家川召开了区党委、二纵队、八路军晋西支队部领导人参加的紧急会议，决定在区党委统一领导下成立晋西南新军“拥阎抗日讨逆总指挥部”，张文昂任总指挥，韩钧任副总指挥兼前敌指挥，廖井丹任参谋长兼政治部主任，指挥晋西南所有新军一致行动，包括独立第二旅、第一九六旅、第六行政区保安旅、政卫第二〇九旅、第二一二旅、第二一三旅。部队向康城、石口一带集结、动员、整顿，清洗队伍中的旧军官，八路军晋西独立支队调一批军政干部到新军。
12月7日夜，韩钧命独2旅6团团长陈稚卿率第1营去偷袭顽军新编第1旅旅部，结果陈稚卿暗中给人通风报信，导致偷袭失败。陈稚卿出门没多久，二纵队就破获了阎锡山策动陈稚卿叛乱的亲笔密信，韩钧忙调郝德青的保安旅去堵截，但没有成功。陈稚卿随后将第6团政治主任李曙森等6名政工干部逮捕并枪毙（其中4人逃脱），并企图带第1营投奔阎锡山。第1营第2连指导员姚永征发现了陈稚卿的阴谋，并带领其他基层指战员还击，最终第1营保存了300多人的队伍。陈稚卿带着少数人跑到阎锡山。
12月上旬，二纵队向晋西北转移期间，二纵队196旅游击12团团长李子法勾结5连长王汉芳、6连排长白岐玉等，密谋拉走部队投奔晋绥军，结果密谋泄露，王汉芳、白岐玉都被逮捕后处决，只有李子法带着一个号手、一个马夫仓皇逃走。
二纵队司令员韩钧于12月7日从隰县义棠镇向阎锡山发电报（史称“虞电”），称：
总座百川先生：
王、陈二贼欺我太甚，甘作汉奸。学生誓与二纵队万余健儿，为总座争一伟大胜利，兹定于十二月十日誓师。此后半月内，恐无暇报告钧座。将在外君命有所不受，此是生报告恩师最后之一言，胜利的结果将见受教。

学生韩钧敬叩 印
收到电报后，阎锡山立即召开高级干部会议，称：
韩电对我不称长官而称老师，不称职而称学生，并说十二月十日誓师，表示不相隶属了，韩钧反了！
阎锡山宣布韩钧“叛变”，并通电全国对其进行讨伐：“韩钧着即撤职查办。所有独二旅、一九六旅部队着艾、白两旅长妥为收抚。其不甘附逆率部来归者，准予免究。如有甘心附逆之徒，则命令剿除。”并任命陈长捷为剿叛总指挥，指挥61军、19军等进攻新军。故国方有称“韩钧事件”、“韩钧誓师叛变事件”。阎锡山秘密移防秋林附近的官庄村，直到四、五天后局势明朗才搬回秋林镇。
晋西事变爆发后，阎锡山曾對山西省犧盟會全體人員發表文告稱，
閻錫山將軍告晉省全體犧盟同志
自綏東抗戰以來，我犧盟在全國抗戰歷史上，有它光榮偉大的功績，這都是我全體犧盟同志艱苦奮鬥的收獲。不幸隱藏於我犧盟組織內部之別有陰謀的偽裝分子掀起晉西事變，以致一部軍隊被劫持叛變，各地民運工作多陷停頓，各地同志或被叛變分子欺騙宣傳所矇蔽，或為其武力所脅迫，致形成混亂之局，大敵當前，遭此變故，實所痛心！事實如何，不能不為我全體同志道之：
一、晉西事變爆發之後，我陸續從背叛犧盟分子所發之一切言論文件，得到一個結論，就是他們已經赤裸裸自招了他們的立場，和他們對犧盟的企圖，充分證明了這些別有組織背景的偽裝分子，一向在犧盟內部所進行的各種陰謀活動與政治企圖。我為抗戰排除萬難成立犧盟會，並為適應抗戰緊急需要大量提拔青年幹部，原期對國家民族盡最大力量，不意此等偽裝分子混入內部，只為部分利益，不顧民族利益，際此抗戰進入千鈞一髮的階段，脫離國家民族立場，捏造事實，進行分裂……此不惟是我犧盟的叛逆，亦乃國家的罪人，應為全體犧盟同志所徹底認識者。
二、事變一開始，此少數陰謀分子所捏造之唯一口實，第一是山西已局部投降妥協，第二說我被頑固分子包圍，在事實證明我全體軍民依舊在前方與敵浴血苦鬥……始終不渝！但對一切危害抗戰製造分裂的陰謀活動，決不予寬容，陰謀分子之欺騙宣傳，絕不能掩蓋鐵的事實於永久。

三、事變發生以來，使我多數犧盟同志蒙受其害。或不明真相盲從附逆，或迫不得已，被其裹脅，加之各地情況遽變，一時未復常軌，致徬徨歧路莫知所措者亦屬不少。茲所告者，我犧盟政治立場與路線，始終不變，團結不願做亡國奴的人一舉抗敵，是我國的基本精神，今日犧盟的惡運，乃少數分子背叛犧盟所造成，我全體同志應認清是非與利害，勿為無稽謠言所動搖，要百倍的堅定自己的立場，一本以往精神，站在犧盟的旗幟之下，奮鬥到底，我已告知各地軍政當局對各地犧盟同志加以保護，對於明瞭事實真相後覺悟歸來的同志，尤予以切實之保護，望我全體犧盟同志，明辨是非，負起撥亂反正的責任，勿為奸謀所迷惑，是所至盼。
1939年12月8日，第209旅与晋绥军开战前夜，一直监视着第209旅51团团长郭生财的团政治主任王树君，派警卫员将郭生财及其亲信8连连长董经寰秘密逮捕，并押到野外就地处决。
12月9日，毛泽东对晋西事变的估计和方针又作了补充指示，认为，阎锡山发动晋西事变，“其目的在向我们示威，取得我们让步，以便他能确实掌握晋西南、晋西北两区，压倒新派与我们的力量，以准备实行投降时的比较有利阵地”。但目前阎本人“对实行投降与公开反共，似尚未下最后决心”。“整个说来，现时局是布置投降的时期，未至实行投降的时期”。我们的方针，“坚决反击阎之进攻，力争抗战派的胜利”。
1939年12月晋西事变前夕，八路军驻第二战区司令长官部办事处将所了解的有关阎阴谋活动情况随时电告中央，并设法帮助在秋林的牺盟会、决死队干部和介绍数百名进步青年学生撤往延安。尤其是王世英通过关系搞到蒋介石签发的绝密文件《限制异党活动办法》送往延安。

### 事变发展
阎锡山宣布讨伐决死队二纵队后，派出六个军向隰县、孝义一带攻击。
由于中共方面薄一波等人已经做好了防范，所以阎锡山的讨伐并没有获得多大成效。晋西事变爆发后，薄一波向决死队各部发出电报，要求所有新军部队必须明确支持二纵队。一纵队还动员了三个主力团准备支援。中共方面在事件中始终坚持拥护阎锡山抗日的姿态，并没有攻击阎锡山，而是将矛头对准晋绥军的高级将领们。决死队各部和牺盟会领导纷纷致电阎锡山，抗议王靖国、陈长捷、赵承绶、孙楚挑起事件。新军在事件中还得到了八路军的支持。晋西事变中，新军三纵队有四个团，二纵队有小部分倒向阎锡山，其他新军33个团均离开了阎锡山。
事变发生后，为了应付晋绥军的进攻，决死队发动了“反顽战役”。12月9日，决死队开始发起反击，以一部就地作战，主力则分为两路，一路出击隰县，一路出击石楼县、永和县，然后会师隰县午城镇，直取大宁县、蒲县。12月10日，政卫第209旅2个团出击隰县县城之部消灭晋绥军第十九军一个团部及一个营；出击石楼县、永和县的部队则因遇阻而未能按原定计划和出击隰县的部队会师。12月14日，陈长捷率7个团进攻第六行政区保安旅，占领汾西县暖泉头（今属勍香镇）；黄骅率领八路军第115师晋西独立支队第2团及政卫第209旅第52团一部前来增援，一昼夜后击溃陈长捷部，追击数十里。
晋西南党委从11月下旬在隰县张家川召开区党委会议，出席会议的有区党委林枫、张稼夫、王达成、黄骅、龚子荣及部队领导同志陈士渠、张文昂、廖井丹等，12月9日会议讨论了晋西南的形势，认为突然事变已经开始，顽固分子已在实践其妥协投降的阴谋，如果能予以迎头痛击，尚可能推迟投降局面，决定：（一）晋西南阵地一定要坚持，驱逐叛军出晋西南，进步政权与群众利益一定要保卫。（二）要快干，要主动的武装自卫。（三）武装斗争，要由新军出面来干，反对旧军解决新军，要求晋东南、晋西北给以帮助，集中晋西南新军，免被各个击破。（四）八路军开始时不参加战斗，保持靠近新军。会后，迅速集中新军、八路军（只有支队部和一团、二团尚在河东）于隰县康城、石口一带。12月7日至8日，中共晋西南区第一次代表大会在隰县高家条召开，林枫代表区党委总结了过去的工作，主要讲了当前的形势、党的方针和紧急动员工作；王达成做组织工作的报告：抗战以来，晋西南区共建立地委四个（汾孝称中心县委），县委二十六个，区委八十三个，支部八百三十八个，共有党员一万七千八百六十九人，大会选举产生了区党委委员和候补委员，委员：林枫、王达成、张稼夫、龚子荣、陈士渠、黄骅、王文达、刘文珍；候补委员：杨尚儒、武永祥。大会选举出中共七大代表：林枫、王文达、彭德、马平定、解学恭、梁树棠等。因为晋西事变发生，大会只开了两天就告结束。
乡宁地委武装部部长兼一一五师独立第一支队第一大队政委彭之久率领一大队到汾南地区领导军政民工作，整理政卫二一二旅，收集干部，坚持汾南工作。政卫二一三旅旅长郝玉玺从秋林返回途中在吉县被阎军34军杀害，部队没有及时转移，12月31日被阎军包围，此日突围，转移到太岳沁源县，损失惨重。
12月12日夜晚独二旅第6团团长在汾西县它支村（今属勍香镇）陈雉卿在团部奉命率第一营返回二纵队司令部（驻霍县）途中,突然绑架团政治部主任李曙森、组织科长任景龙、宣传科长廉指明、民运科长王劲虹、一营教导员王润、二连长田运齐等，在一条山沟里就地枪决……,陈的叛变阴谋被二连指导员姚永贞察觉,姚与陈周旋后即回连队,一面派人向附近的一九六旅部队紧急求援,一面把机枪班掌握在手中,旋即向陈雉卿射击。这时，韩钧派二纵队游击十七团部队已赶到,进行截击,陈雉卿急忙带领警卫人员和少数军官逃走。
12月12日晋西北阎军赵承绶、郭宗汾部向新军决死四纵队形成包围形势，四纵队内部反动军官也准备随时下手。决死第四纵队发生营长支长禄无理扣押政治教导员、连长万春祥毒打政治指导员的事件。四纵队政委雷任民、独七旅政治主任李力果、二0三旅政治主任刘玉衡及其他在部队领导金敏、刘仰峤、罗萍、王黎生等召开党委与部队行政领导人参加的紧急扩大会议，政委雷任民主持会议，会议认为在晋西北，赵承绶已布置好向决死四纵队进攻，四纵队当前最重要的任务是必须当机立断，争取主动，抢先下手肃清内部的顽固军官，完全掌握部队，集中力量对付外部的敌人。会议最后决定：12月12日夜全军同时行动。按计划一举逮捕了两旅部和二十团、三十四团以及随营学校的顽固军官，取得了完全的胜利。12月13日部队迅发，突破日、伪、顽的包围，从交城山中转移到岚县普明镇一带，靠近晋西北区党委和新三五八旅指挥机关。并派阎步沄到岚县王狮向中共晋西北区党委副书记罗贵波汇报行动计划。13日，决死四纵队二0三旅刘仰峤、刘玉衡带领十九团解决了旅部，逮捕了阴谋发动武装叛变的旅长刘武铭等反动军官，现场搜查出刻好的“忠勇抗日义勇军”图章及委任状等。独七旅方面，12月12日夜三十四团政治主任姚仲康敲开团长褚适褐的房门，以单独聊天的名义突然掏枪将其逮捕，团长的4名警卫员也都被团附王兰麟带人拿下，七连长杨立言企图率7连叛乱，也被骗到团部逮捕，几天后褚适褐及其亲信杨立言等都被就地处决。12月12日夜，第203旅19团2连奉命去第20团团部逮捕团长刘鸿绪，结果被其察觉，刘鸿绪指挥团部及通讯班，依托驻地工事与第19团发生交火，待天亮后逃出驻地，与团机枪连李志华部会合后，又找到单独出逃的独7旅旅长卢宪高带三十四团的八、九两个连逃阎锡山处。与此同时，十九团政治主任杨叶澎内外配合，把二十团的队伍也拉了出来。四纵队根据区党委的指示，于十六日转移到岚县，向彭三五八旅靠拢，清理内部，巩固部队。
12月13日，贺龙、关向应、周士第、甘泗淇致电晋西北区党委副书记、新三五八旅政治委员罗贵波，对晋西北共军部署提出意见：彭三五八旅旅部与七一四团应集结于普明与赤坚岭（岚县西南五十里与方山县交界处）之间，赤坚岭必须控制在我军手中，以保持战略上的机动；警六团应集结于岢岚、保德、五寨三角地带，以策应续范亭部；独立一团、独立二团靠近决死四纵，取支持之势；在政治上，应召集新军中的党员负责同志，作应变的具体部署；要清醒地估计到新军因干部成分复杂而产生分化的可能，对于事变中的坏分子应断然处置。这些意见是有预见性的，但是，没有得到充分的贯彻。
12月16日，赵承绶在兴县召开高级军事会议，部署军事行动，企图消灭晋西北的决死四纵队等抗日新军武装。12月18日续范亭中途退席，赶到岚县（王狮乡）史家庄将这一情况报告了晋西北区党委，当时驻兴县的阎军有赵承绶骑兵第一、二、三团，步兵第六十八师、七十一师，杂牌军游三师等；郭宗汾的三十三军驻临县。晋西北区党委与续范亭商定，调暂一师三十六团来岚县（梁家庄乡）裴家庄、百化宇、祁家庄一带，与新三五八旅七一四团留下的1个营靠拢，准备应付即将发生的突然事变，同时，命令警六团、工卫旅、暂一师等部队迅速以营、团为单位集结待命。12月24日，三十六团到达岚县地区布防，抢占了赤坚岭。
12月18日，第四十七军军长李家钰，在晋城城内下元巷秘密策划、同时实施袭击晋城抗日县政府、决死三纵队独立第三营驻地书院头，逮捕抗日干部100余人，突围中教育科长黄祟武、公安局长宋镜溪、指导员张相之、政治指导员张小峰、二区区长宋国英、青救会干部宋致国等16人牺牲，缴去决三营、公安局枪支400余条，晋城党组织遭到严重破坏。陈立志在老百姓的掩护下，男扮女装，由其他人抬着轿逃去河南。突围出来的立刻向李寨乡土岭村转移，中共晋豫地委决定临时成立了晋、沁、阳三县工作委员会及联合办事处（分别简称三县工委、三县联办），内设民运部、武装部和各群众抗日救亡团体。工委书记由原中共晋城中心县委书记史向生担任，委员由原中共阳城县委书记胡晓琴和原中共沁水县委书记王逸飞担任，办事处主任由原晋城中心县县长（中共党员）宋乃德担任，副主任原阳城牺盟会特派员魏永生，原沁水县县长（中共党员）宋筠担任。晋、沁、阳三县军政民干部共约800人聚集在高会、土岭及附近地区。同时唐支队在唐天际司令员率领下，驻扎在高会执行保护地委机关的任务。以黄河剧团为名义的济源、孟县党的领导机关也驻在土岭村。此时，被土岭附近村的国民党员张恒功，土岭村王学如向国民党晋城党部告密，他俩人又亲自引路，带着第四十七军第523团、已叛变的决死三纵孙瑞琨第八总队，于1940年元月4日凌晨，兵分两路将土岭村包围。抗日政府干部仓促应战，当时在村的决死三营只有两个排的兵力，除宋乃德等少数人携带县政府铜印向西南突围到沁河滩外，牺盟会秘书苗蓬在突围中重伤牺牲，十多人战死，营长史景班、二连连长郭瑾负责掩护转移也被抓走。向东北方向突围有83人都被俘，史称“土岭事件”。 
1939年12月19日，三纵队五专署保安10团团长卢有年阴谋串通保10团一营长李广兴等顽固派军官发动叛乱，结果阴谋败露落荒而逃，最后只拉走了1营的一个连。
12月21日，决死队主力及八路军第115师晋西独立支队共6个团攻击据守孝义县水头镇的晋绥军第十九军一部，因对方已经集中兵力，未能攻克，不得不撤出战斗。22日，决死二纵队、晋西支队在隰县石口、水头地区一带与阎军激战后，此时，汾孝地区狭小，无回旋余地，处于日阎夹击中，晋西南区党委作出突围到阎军后方之决定：（一）第六专员行署及部队后方、俘虏队共两千人，由马佩勋率领送往太岳区；（二）王达成率领决死二纵队游三团一个营汇同甘一飞领导的四大队留汾孝地区坚持游击战争，并掩护隐蔽在群众中的干部；龚子荣和刘文珍、解学恭带领三大队和灵石大队坚持洪赵地区的游击战争并整顿党的组织。（三）决死二纵队主力和晋西支队组成两个梯队，新军作为第一梯队，八路军第115师晋西独立支队作为第二梯队，出弓阳、关上，西进中阳、石楼，沿黄河南下，突围到阎军后侧，与阎军“换防”，直捣晋绥军的根据地永和县、大宁县、吉县、乡宁县。12月23日，两梯队顺利抵达中阳县境内。第一梯队南下，第二梯队西进，第一日占领留誉，歼33军一个营。第二、三日，在三交激战两日，歼二零二旅两个团大部，但第一梯队南下受阻，撤回与第二梯队会合。
12月23日，中共中央召开政治局会议，讨论反磨擦问题。毛泽东指出，现在阎锡山表面上未投降，心中已投降，他在打新军便是投降，样子上还未投降，实际上已反共，样子上还没有公开反共。我们要利用阎的这种矛盾，在拥阎之下反阎。在这种矛盾之下我们可以取得胜利。毛泽东判断：晋西北新军力量加上中共力量，可能造成优势，在反投降派的斗争中，如果方针不错，是有胜利把握的，并致电八路军总部并贺龙、关向应，立即开一个团过路西作预备队，但师部不要来。同一天，毛泽东、王稼祥致电晋西北区委和八路军总部等，指出，“阎已令赵承绶调兵（向北）进攻四纵队，武装冲突势不可免，应立即准备作战，继续巩固新军。武装冲突不应由新军先发动，而应在赵承绶进攻时，新军占有利阵地，取防御姿态反攻而消灭之。”12月25日，军委参谋长滕代远受命急赴晋西北。当日下午经绥德时，与王震会谈，交换对晋西北斗争的看法。滕代远代表中央，要求王震在适当时机，组织力量东渡黄河配合新军作战，堵截赵承绶的退路。12月27日，中共中央军委电令一二0师主力日夜兼程回赴晋西北，并令彭八旅接应决死二纵队和晋西支队北上。
1939年12月23日上午，决死第三纵队第八总队总队长孙瑞琨趁着政治部主任陈士平外出开会的机会，下令各分队（排）以上干部集中到沁水县苗沟村的总队部年度点验，待各大队、中队、分队队长及指导员进入会场后，副总队长袁士链立即带着一个全副武装的连包围了会场，把所有政工干部和进步军官共64人逮捕，第八总队政治主任陈士平开完会回到总队部后也被抓。孙瑞琨派亲信、总队部副官赵冠群押送这些人去川军李家钰第四十七军。押解途中，第1大队教导员阎轸之挣脱绳索要逃走，被赵冠群当场杀害。12月23日晚九点，第八纵队抵达晋城县大阳镇大南沟村后，总队政治主任陈士平、组织干事张师周、中队指导员仝振德、谢国玺、中队长温东贤、涂成、李栓等都赵冠群下令就地杀害。剩下的56人则被孙瑞琨移交给孙楚，扣押在第三行署总部。
晋西南地区新军由于连续作战20余日，极度疲劳。而顽军正以数倍兵力逼进，面临被晋绥军包围的危险，晋西南区委决定北上转移到晋西北，报告中央同时即开始实施。12月27日晚，决死二纵队和八路军晋西独立支队，在柳林镇东西两侧过三川河与公路通过日军封锁线，进抵临县招贤镇、任家山，整编为6个团八千人。这时接到中央军委指示，在旧军强大力量进攻下进入晋西北是正确的，应当继续北上，与八路军主力会合。12月30日，又转移至离石、方山、交城、静乐地区。驻防于晋西北的晋绥军第七集团军总司令赵承绶，集中骑兵第一军八个团的兵力，在白文镇、（东会乡）寨上村、开府、方山一线，企图阻止晋西北新军南下，并以郭宗汾的三十三军六个团在临县以南阻止晋西南新军及晋西支队继续北上。
12月25日第197旅旅长赵世玲率旅部和该旅第9总队(王寿堂)叛变。
12月26日，趁着旅长颜天明、旅政治部主任董天知外出开会，决死第三纵队第七总队长张济逮捕了决死三纵队政治主任张凤阁、第7总队政治部主任郭鸿璜以下24人。独3旅旅部在第7总队挟持下叛变。事后，为表彰张济解决独立3旅旅部的功劳，阎锡山下令将第7总队和一部分叛军合编为晋绥军第207旅，下辖两个团共2000余人，并将张济提拔为该旅旅长。
12月28日，阎军第三十四军以召开联防会议为名，将新军政卫二一三旅参谋长张焕骗去扣押在军部。于12月30日晚，三十四军六个团、六十一军三个团和八十三军新编十四团，在三十四军军长彭毓斌的指挥下，从南、北、西三个方面，向乡宁县（双鹤乡）周家岭一带的二一三旅发动了进攻，战斗首先在五十七团阵地打响，31日晚五十七团撤到（襄汾县古城镇）盘道村与旅部和五十八团会合后，向襄陵县(南辛店乡)刘庄方向转移。
12月29日，彭绍辉率领的七一四团主力，完成护送弹药到河北平山县一二0师师部的任务，返回途中在太原以北的（阳曲县泥屯镇）耀子村歼日军二个中队，于29日晚赶回岚县史家庄。至此，晋西北八路军摆脱了被动局面。
12月30日，毛泽东电令贺龙、关向应：你们需准备一切，将整个晋西北化为第二个五台山；希与王震密切联络，准备将绥德等五县化为根据地。考虑到一二〇师主力回调尚需要一定的时间，特令三五九旅七一七团东渡黄河，在碛口地区配合(针对旧军的)作战。中共中央军委电令：一二0师彭三五八旅与决死四纵队从岚县出发，接应决死二纵队和晋西支队继续北上；并令一二0师主力星夜返回晋西北，准备反击阎军的进攻。30日，晋西北区党委在岚县史家庄召开军政干部紧急会议，决定了行动计划和作战部署，成立了“晋西北拥阎抗日讨逆总指挥部”，续范亭任总指挥，雷任民任副总指挥，罗贵波任政委。同时，部署了军事行动。这就形成了决死二纵队由南、决死四纵队等部由北夹击赵承绶、郭宗汾等部的态势。以决死第四纵队的四个团及暂一师三十六团分编为左右两个纵队，由彭绍辉指挥分别向方山、临县白文镇方向出击，冲破顽军的阻截，打通道路，接应二纵队与晋西支队北上；以七一四团及保安第七团为预备队集结于岚县地区，并对静乐日军警戒；以决死第四纵队第十八团进占兴县，摧毁兴、岚两县的旧政权和公安局，控制黄河边的黑峪口，以保障我军与陕甘宁边区的交通；以工卫旅两个团由岢岚开至兴县以北的魏家滩，相继消灭驻在保德的顽军第200旅；以暂一师三十七团警戒五寨方向的日军；调警六团自雁北赶回保德、五寨间，相继消灭顽军第十一行政督察区杨集贤保安部队；在文、交地区的工卫旅第二十二团及彭三五八旅的独立二团一营消灭顽军暂编第一旅薛文教部。
12月31日，毛泽东、王稼祥发出《关于晋西事变以及我军军事部署的指示》，指出“目前整个形势，阎以全力进攻晋西南，准备得手之后，转攻晋西北，隔断华北与边区以及华北各个区域的联系。为此目的，中央军正在晋东南发动并准备随时增加晋西南的战争”。为此，三五八旅及晋西北之新军，立即集中于适当地区，准备战斗，由一二〇师派出两个至三个团到晋西北，“贺、关即出发到晋西北指挥战争，愈快愈好。”“原在（晋察冀）军区周围所有阎之旧势力，均由聂即行（有）计划地扫光。”
由于贺龙的部队集结、补充衣被鞋袜等问题上存在实际困难，一时无法启程。贺龙严厉批评了参谋长周士第、供给部副部长范子瑜，令范子瑜10天之内完成物资补充。贺龙每隔1天就要把范子瑜找来问一次进展情况。贺龙根据部队集结、物资补充情况和行程估计，1月中旬方能赶到晋西北，这样，有可能丧失反顽时机。贺龙、关向应于1940年1月1日向毛泽东报告，决定率两个团先期赴晋西北，建议由王震率3个团与晋西北我军及新军相配合，以转变时机稳定局势。此时蒋鼎文放出风声，要驱逐三五九旅，派兵接防绥德河防。
12月1日至9日，晋西北新军先后占领（东会乡）寨上、开府、阳坡、马坊、方山、白文镇，从东、北两面将阎军压缩在临县城附近。此期间，决死二纵队、晋西支队由招贤镇进至静乐县米峪镇、天池店地区。
1939年11月下旬至12月下旬，晋察冀边区先后粉碎了阎军白志沂（第十行政区督察专员公署专员兼保安司令）、杨澄源（山西保安副总司令）、金宪章（新二师师长）的挑衅。雁北阎军白志沂部1939年9月开始，勾结日伪军和浑源土匪乔日成部，进占了八路军根据地的灵丘县、广灵县，并侵入浑源县南部。经晋察冀军区聂荣臻司令员会同一二〇师师长贺龙、政委关向应、北方分局书记彭真批准，1940年1月2日，三五八旅旅长张宗逊、政委张平化指挥七一六团、七一四团和动委会察绥支队（雁北支队）等部，消灭白志沂部于浑源二区（今官儿乡），俘虏400余人，白志沂在（应县白马石乡）鹿圈掌战斗中化装为老百姓逃脱，与钟有悌率几十人逃亡绥远黄河边。白志沂部溃兵全部被乔日成收编，第十九团团长、浑源县长张国仁只身逃入大同，被大同日军所杀。
1940年1月初，西雁北地区在晋绥边特委的统一领导下，在决死四纵队十八团二营及地方武装的配合下，一举摧毁了左云、怀仁、右玉、朔县等阎军政权。1月3日，工卫旅在晋西北区党委的领导下，逮捕了该旅旅长郭挺一。
1月5日，为兼顾晋西北战局和边区安宁，毛泽东作出一系列决策：“晋西北有贺、关率两个团去，可以保障逐渐消灭旧军化为根据地”，“王旅除派一部过河策应，主力仍不动”。“一、晋西北作战由贺、关直接负责；二、王震及其主力不能东渡，以防蒋鼎文对陕北的进攻，只能派一二个营相策应。”命令王震准备派一部力量，在战事发生时，以打日寇为名过河声援，箝制旧军，王震本人及主力不宜过河，因牵动太多。晋西北关系全局，吕梁已失，靠夺取晋西北作战枢纽。
1月7日，贺龙指示彭绍辉、罗贵波：机动灵活迅速消灭骑一军，取得方山；消灭白文镇赵承绶部；立即解决郭挺一。
1月9日，中央军委总参谋长滕代远来到岚县史家庄的晋西北抗日拥阎讨逆总指挥部，统一指挥军事行动和作战问题。
考虑到一二〇师确不能及时抵达晋西北的现实和贺、关的建议，毛泽东稍微调整了对三五九旅的安排，1月10日电告王震能否考虑派一个团过河进至碛口以东临县以南地区，牵制临县之敌军策应北面作战，如遇旧军由南向北进，则消灭之。1月10日，贺龙和关向应率师直属队、特务团、七一五团为第一梯队回返晋西北。1月10日，在滕代远统一指挥下，晋西北新军自白文镇和方山两路向临县赵承绶、郭宗汾部发起进攻。决死二纵队、晋西支队、政卫旅、二0九旅从东面进攻，彭三五八旅、决死四纵队、暂一师、工卫旅从北面进攻。同时，军委命令王震的三五九旅七一七团（刘转连）东渡黄河，在碛口地区相继配合战斗。
1月13日，晋西北左、右集团两路同时迫近临县城郊。当晚，赵承绶、郭宗汾部怕被我军歼灭，弃城逃走。1月14日，晋西南、晋西北我军胜利会师临县，此次战斗俘虏400余人，缴获马匹400余及大量枪支弹药。1月15日，在临县城召开会师大会和庆功会。1月16日，追击部队在招贤镇、田家山歼其一部；三五九旅七一七团在碛口截其一个团，歼其四百余人，赵、郭二部主力越过离军公路逃向晋西南。党中央根据统一战线政策，命令四纵队等部将赵、郭阎军追至汾离公路以南即停止前进。1月19日，贺龙、关向应率部进至晋西北临县窑头，晋西北危机基本解除。1940年1月20日，晋西南和晋西北的新军部队在临县会师，召开了祝捷与会师大会。晋西北反顽固战役胜利结束。
1月24日，贺龙、关向应赶到岚县史家庄，与滕代远、林枫、赵林、彭绍辉、罗贵波等会面。此时，反顽斗争虽已取得胜利，但留下了许多亟待处理的问题，如晋西北顽固派武装尚未全部肃清，由同蒲路以东跑来的阎锡山第十行署主任兼保安司令白志沂、第十一行署主任兼保安司令杨集贤部尚盘踞在晋西北的北部；新军、牺盟会经过这次事变，亟待整顿和补充；各级政权尚须改造或重建；极度困难的财政经济问题必需解决；以及准备对晋西南阎军实施反攻等等。滕代远向毛泽东报告：“晋西北党政军民统一领导，由贺、关负责，当可大力加强。”贺龙、关向应则希望滕代远在晋西北多逗留一段时间，协助他们做好工作。2月2日至8日，一二〇师部主力分批抵达晋西北临县。1940年2月初，贺龙决定新三五八旅七一四团和暂一师三十六团开赴岢岚、河曲、保德，解决北边的顽固派。贺龙到新三五八旅旅部，亲自同该旅旅长彭绍辉等谈话：“你们到北边去，解决那儿的顽固派，要在那儿建设根据地。要把那里当成你们的家，将来要在那里搞个分区，交给你们。”1月31日，七一四团和三十六团出发北上，2月7日在兴县魏家滩张家墕村消灭了阎锡山的侯光远部游击第三师800余人，接着，2月13日在河曲县以第36团到（县城东南2公里）唐家会村断敌退路，警备六团由吕家墕攻击（五花城镇）大捻墕、小捻墕的白志沂部，七一四团由（巡镇镇）五门楼村进攻沙坪、河合、五花城之杨集贤部，独立一团为预备队，将白志沂、杨集贤两部700余人全部肃清；第十一行政区专员兼保安司令杨集贤逃往河西，临行将羁押的河曲县牺盟特派员、地下县委统战部长焦克显，中共党员、河曲县公道团长管允贤，三区区委书记高向智、枪佛墕村农救会秘书贾山等押过黄河，在灰口村河滩剜目用棍棒打死。八路军又劝说察哈尔游击司令马占山、驻河曲县城的第八十六师高双成两部，退回到他们原来所在的绥远和陕西府谷等地。从此，晋西北结束了抗战以来两种军队、两种政权并存的局面。2月中旬，晋西北地区的顽固派势力全部被肃清。反顽固斗争取得胜利后，河曲县各界于1940年2月15日在巡镇为焦克显、管允贤、高向智、贾山四烈士召开万人追悼送殡大会。
1940年1月上旬，在乡吉地区建立起晋西南工委。彭德任书记，郭达任组织部长，廉怀德任宣传部长。北方局发来指示信，要求晋西南党的组织转入地下，以公开社会职业做掩护，进行合法活动；暴露身份的党员撤到太岳根据地；政治上表现动摇的党员，坚决切断组织关系，派一些党员干部打入到敌人内部，给我们提供情报。战役结束后，晋西南被晋绥军全面占领。
在此期间，第八集团军孙楚所部，联合部分中央军向在晋东南地区的新军决死第一、三纵队和八路军发动进攻。新军和八路军奋起自卫，打退了进攻。决死三纵队7个团，有4个团被孙楚拉走。决死第三纵队损失惨重：叛变了一个纵队司令部、一个旅部、3个团、1个营，被国民党军消灭1个营，共计损失4000余人，各种物资不可计算。此外，由阳城经晋城东沟、高平宰李、陵川禺居到长治、武乡的这条连接党中央与八路军总部的地下交通线亦被破坏。晋城、高平、阳城、陵川、沁水5个县所有的抗日政府、牺盟会、各救会均被摧毁，大批基层党组织遭到破坏。决三纵余部1940年2、3月间陆续集结在壶关、平顺。1940年4月底，日军进攻晋城一带。第八集团军总司令孙楚率部撤退前，于农历五月初一在阳城县岩山村秋川河滩把决死三纵队第197旅政治主任张凤阁、第七总队政治主任郭鸿璜、第9总队政治主任郝廷珖、浮山县抗日县长武之诚、阳城牺盟特派员江涛（女，吉林省延吉县人）与张哲、第七总队第一大队长卢正维、第七总队第二大队指导员王恩俊、第七总队第三大队指导员何希圣、第七总队政治处组织干事（党总支书记）王贵廷、第七总队中队指导员李发先、宁翔高、仇星彩、第九总队政治处组织干事杨凤鸣等24名被捕的决死三纵队党员领导干部活埋。 
1940年2月4日，贺龙和关向应率领一二0师主力从恒山地区星夜赶回晋西北，根据晋西北的形势重新作了军事部署，决定将决死二、四纵队及八路军晋西支队和一二0师部共14个团布置在南线，以防阎军从晋西北进犯；北线由三五八旅主力及暂一师三十六团等部负责歼灭盘踞在河曲、保德、苛岚、五寨的阎军。同时决定，决死第四纵队行政上属晋西北新军指挥部，训练与作战完全由八路军一二0师领导。
1940年1月24日，由晋察冀一分区第一团（团长宋玉琳、团政委朱遵斌）、四分区第五团（团长陈祖林、团政委肖锋）、冀中军区警备旅（旅长王长江、政委旷伏兆，共2个团）组成“南下支队”，陈正湘任司令员、刘道生任政治委员、参谋长晨光，准备开赴晋东南参加反顽自卫作战。1月30日冀中军区组成南进支队，由程子华率领开赴冀南，参加反击石友三部的挑衅活动；晋察冀全边区掀起了“反投降、反顽固”的群众运动。1940年2月7日农历大年三十夜，聂荣臻、吕正操、罗瑞卿带抗大总校,随晋察冀军区南下支队，在微水附近越过正太路封锁线，经过几天急行军，经昔阳、和顺、辽县，2月23日到达到达八路军总部所在地武乡县王家峪。3月5日至8日，八路军第一二九师进行了“磁（县）武（安）涉（县）战役”，歼灭朱怀冰第九十七军3个师1万余人；在3月8日的关键战斗中，宋玉琳、朱遵斌亲自带领晋察冀一团的二营、三营，直接冲进朱怀冰第九十七军军部，俘虏了朱怀冰的参谋长、司令部人员甚至他的家眷，只有朱怀冰本人带了少数人员侥幸逃脱。1940年6月陈正湘率南进支队返回晋察冀，陈正湘和老一团都没有回到一分区，而是被留在四分区所在的平山县，聂荣臻亲自领导进行总结休整。

### 国民政府介入
1939年12月18日蒋介石致电卫立煌, 要求中央军对阎施以援手：“希注意并尽力协助阎、孙 (楚) , 其在晋南防地之牺盟会, 与其反对或妨碍中央军之地方官长, 亦可商请阎长官调换, 但我军官不得直接干涉地方行政为要”。
1939年12月30日，蒋介石派遣天水行营主任程潜赴二战区调查、点验。
阎锡山派山西省民政厅厅长邱仰濬赴渝向国民政府请求援助。1940年1月20日, 阎锡山致函蒋介石：“韩钧叛变致碍冬季反攻, 甚为遗憾, 该逆叛变及剿办情形, 着邱厅长仰濬晋谒面陈, 并乞指示, 敬候钧祺。”邱仰濬等抵重庆后, 迅即向国民政府提出规模庞大的整军计划和财政援助计划。
1940年1月30日，国民政府军事委员会军令部下令：
胡宗南部派两师增援晋西，归阎长官指挥，……以卫长官统一指挥晋东南之中央军及孙楚部。
这导致第61军撤回原防地，以免被胡宗南部进占。
1940年2月5日, 蒋介石更致电第十战区司令长官蒋鼎文、第三十四集团军总司令胡宗南： “晋西不能不调两个师以支援阎长官, 否则晋西必为共党觊觎, 而阎亦不能存在, 则于党国甚为不利。中意决调李文军之两师渡河驻晋西, 归阎指挥, 而以王俊师与何文鼎或另编一师补足李文军之三个师可也。若不抽调正式优良部队渡河, 则入晋必不能发生作用也”。2月7日, 蒋鼎文请示可否加大援军规模, “拟调李文军三师渡河支援, 并建议以六师兵力控制石楼、离石附近, 可使共党就范”。2月14日, 军委会第一厅向蒋呈报签呈：“此次中央以两师兵力增加晋西, 目的在避免摩擦, 确保现在地位, 如骤然增兵六个师之众, 不特不能达成不战而屈共党之目的, 行将引起正面之冲突”, 主张维持增调两师的原议。
1940年5月19日阎锡山电蒋：“奸叛在二战区配合敌人攻我大军至十次之多, 人民痛恨, 将士愤慨, 近复在汾东攻我六十一军, 该奸叛虽蒙重大损失, 然尚未敛迹, 希图乘乱再犯, 对该奸叛似应有坚决办法, 以利将来”。蒋介石受制于国内外环境, 尚难与中共公开决裂，未能满足阎的请求。
10万中央军控制晋东南后，还进一步控制了晋东南十多个县的政权：“为确保给养即减轻负担起见，将各县县长均改派自己亲信充任，强迫移交，旧五区（山西省第五督察区）十二县均为二十七军范军长所撤换，旧三区、六区十余县均为九十三军刘军长所撤换，并组太行区党政指导委员会及太岳区党政设计委员会，所有各该区域内之党政事务一律划归该会管理”，尤其“九十三军、二十七军原属胡宗南所部”，不仅阎锡山鞭长莫及，即便卫立煌亦“有所顾虑”。中央军与晋系矛盾日趋激化。阎锡山的部下杨乃超在日记中记述道：
近日之电报，大都是关于晋东南中央军及中央军所派之县长打击我精建会敌工团之同志及分训团工作之情形。
阎锡山大有被中央军架空的危险。续范亭就此评论，阎锡山发动晋西事变是“阎王定下杀马计，跑了马儿又伤身”。 
1940年8月16日何应钦致电阎锡山, 答允将晋绥军整编为4个集团军（即第六、第七、第八、第十三集团军）, 包括8个军暨25个师 (旅) , 炮工兵均予保留番号, 除原有经临费米津外, 每月增发部队机关经费共121万元。

### 解决
晋西事变后，阎锡山感到来自蒋介石中央军的威胁增加。中共中央则认为阎锡山仍有合作可能，且蒋介石有推翻阎锡山孤立中共的企图，遂提出调停。
1940年1月10日，中共中央召开政治局会议，毛泽东在发言中说，对山西新旧军的磨擦问题，我们采取强硬方针是对的。当日，毛泽东致电八路军驻二战区办事处主任王世英，指出：“（甲）国共分裂之谣不可信，这是汉奸放的空气；（乙）你应对外表示八路拥护阎长官抗日建国一如往昔，但希望旧军停止进攻新军，双方和解以利抗日。”1月11日，毛泽东在复彭德怀的电报中，对目前国内形势指出：“还不是全国下雨之时，在全国任务还是组织进步力量，力争中间阶层，击退大资产阶级的动摇与反动，这种可能性现在还未丧失。目前最严重的问题，是阎锡山的反动。他就是目前大资产阶级中最反动的部分。他的阴谋十分恶毒。他已封锁了吕梁山与中条山。我们对策，以贺、关力量首先夺取晋西北的全部，至少是大部，以晋东南力量巩固晋东南未失阵地，争回已失阵地之一部，打开一条通洛阳的路，十分要紧。然后由贺关与晋东南各出一部，向吕梁山攻击，至少恢复原有陈支队阵地及一条交通线，打通延水关。如果此时阎锡山愿意讲和(还未丧失此种可能)，则让他占领吕梁山的大部，我只占一小部及一条交通线，就此罢手，否则战事难免扩大。”1月16日，毛泽东、王稼祥指示王世英，立即向阎锡山等表示：山西新旧军斗争应和平解决，以便团结抗日，拟派南汉宸去秋林协商，问阎是否同意。
1940年1月27日，毛泽东和王稼祥给当时在山西前线的朱德、彭德怀、杨尚昆、贺龙、关向应、聂荣臻、彭真电示：“（甲）薄一波、戎子和、续范亭、雷任民、宋劭文、张文昂、韩钧及各地牺盟、民青，应继续不断打电报给阎、梁、杨，痛陈陈、王、孙、赵四人进攻新军，破坏牺盟，惨杀抗日人员的罪恶，并表示愿意和平解决山西内部问题，免为敌人利用，愿在阎领导下团结抗日，决无他求，以示仁至义尽。（乙）此间已用肖劲光名义向阎提议调停，并指明陈支队被攻，吕梁山八路兵站线被消灭，八路伤兵被惨杀……。但八路愿继续团结在阎领导下抗战，如阎愿意谈判，则准备派人去谈。”1940年1月27日，中共中央以陕甘宁边区留守兵团主任萧劲光名义致电阎锡山，提出愿意调解山西新旧两军冲突。1月28日，毛、王又电王世英，要他再问阎锡山等，“是否真正同意此间派人商谈团结抗战及调解新旧冲突”。2月11日，毛泽东为新军起草薄一波致阎锡山的电报，希望阎锡山调和山西新旧两军，重新团结一致抗日。内容如下：
长官阎钧鉴：

三个月来，山西内部阋墙之争，中外惊疑，敌人拊掌，而演变所极，尤属痛心。盖我为鹬蚌，人为渔人。此渔人者，不但有一日本帝国主义，更有一顽固势力。彼挟其地位以临吾人，企图挑拨吾新旧两军，取吾两军而置其囊中。先取其一，使钧座陷于孤立，继取其二，使钧座陷入绝境。然后分之裂之，摧之折之，而晋绥军尽矣。设此企图而能实现，非但抗战不利，钧座不利，新军不利，即旧军同人亦绝无所利。为今之计，极宜由钧座调和两军，重新团结，一致抗日。两军虽一时以兵戎相见，然新军全属自卫，绝无成见。苟利抗日，无不服从钧座之指挥，想旧军同人亦必不固执己见。钧座一纸团结之令，则和协之局立现，抗日战线重整于三晋之间矣。一波忝受知遇之恩，心所谓危，不敢不告。敬祈速决大计，俾有遵循，大局幸甚。
毛泽东同时指示：
此电不提任何条件，只提两军团结，使阎及旧军好转弯。待萧劲光去谈判时，再与阎磋商条件。如各守现地，互不侵犯，双方均不加处罚等。此电只用薄一波出名，续范亭也可打同类电报去。如阎同意妥协，再由新军诸领袖联名发一团结抗日宣言，就可了事。
山西全省新军应公开发表下列口号：
1. 拥阎抗日；
2. 新旧两军团结起来，一致抗日；
3. 新军不打旧军，要求旧军停止打新军；
4. 枪口对外，停止内争。

以上这些口号，应在一切接近旧军的地方写出来。
2月11日，毛泽东电朱、彭等，指出，在蒋介石的分化政策下，阎锡山可能与新军达成妥协，新军也以在有利条件下仍属阎指挥，恢复合法地位为宜。我们的政策在于暂时中立阎，不使阎与国民党中央联合对我，不使新军受国民党中央指挥。并指出，同阎锡山谈判应由萧劲光以居间调停形式出面进行。阎锡山复电中共中央，表示，“萧主任有暇，希望前来一谈。”2月25日，萧劲光、王若飞持毛泽东致阎的亲笔信到达秋林。信中鼓励阎：“尤因先生领导提挈至明至慎，必能处理悉当，益臻进步，团结之途，无可疑者。”毛泽东还指示萧、王，“你们俩去给阎锡山讲清楚，我们共产党是诚心实意要同国民党合作抗日嘛!你们为什么要同室操戈，制造磨擦，杀人略地，让日本强盗高兴呢？抗战初期你阎锡山同我们合作的还可以嘛!为什么现在跟着蒋介石的指挥棒转，同我们过不去呢？我们也不是好惹的。”“警告他，我们共产党以忍让为怀，可决不软弱可欺。”萧劲光、王若飞向阎锡山提出了如下和平解决办法：

1. 双方停止军事行动；
2. 双方停止政治攻击；
3. 新军表示拥阎，不受中央政府改编；
4. 双方互不处罚，互不侵犯；
5. 今后统一于进步，实现阎之十大纲要；
6. 恢复与新军电台联络及人员来往。

中共方面的这些提议受到阎锡山、赵戴文、杨爱源、梁化之、李冠洋等以及王靖国、薄右丞等的欢迎。阎锡山表示：

1. 新军仍属晋绥军是其愿望，但问题已交中央，不便说话，只好让其自然演变，不了了之；
2. 已令各军停止军事行动及政治攻击，如韩钧等受日寇攻击，他还要助韩；
3. 与新军电台经常联络，并未断过；
4. 今后当注意以进步求团结。

阎锡山还公开表示，自己是国共两党之间的中间力量，自己的存在于团结有利。阎锡山同意了中共提出的恢复晋西兵站线的条件，但未同意在沿线驻兵。萧、王在秋林与阎谈判了4天，达成了初步协议。双方同意继续派代表具体协商联合抗日和划分防区等细节问题。阎锡山亲笔给毛泽东写信，表示，“仍盼共同努力，克服当前一切困难，以尽民族革命之全功。”4月初，双方正式达成协议，确定以汾阳经离石至军渡的公路为晋西南与晋西北的分界线。晋西南为阎军活动区，晋西北为八路军活动区。从此双方划界而治。
在事变中，阎锡山晋绥军横扫晋西南，但在晋西北遭惨重失败，而晋东南则被中央军乘机占据。事变过后，阎锡山的地盘损失了四分之三，只能居于晋西南，不再能控制山西其他各地晋西南完整的县只有吉县、乡宁、隰县、石楼、永和、大宁、蒲县。嫡系部队第六十一军、第十九军、独八旅、特别是骑一军和第三十三军均损失很大。第六集团军总司令陈长捷、第十九军军长孟宪吉、第八十三军军长杜春沂均离阎投蒋。山西新军中拥护阎锡山的旧军官与顽固分子被清除，新军公开整编入八路军，其中晋东南为1.6万人，晋西北为1.2万人。阎锡山失去了对晋东南和晋西北的控制，晋城、高平、陵川、阳城、沁水、浮山等县被第一战区的蒋介石中央军直接控制，阎锡山的统治地盘缩小到晋西南的10余个小县。晋军所剩无几, “虽尚号称有四个集团军, 现有实数仅有四万余人” , 主要集中于晋西南一带, 其实力与影响不可与战前同日而语。
1940年1月19日，蒋介石命令太岳和太南地区的八路军、山西新军一律撤到白晋路以东，邯长路以北地区，并命其第93军、27军及一战区黎民游击队向临屯公路以北推进，攻击决死一纵队。命47军、14军在阳城、晋城等地，压迫晋豫边游击支队。命40军庞炳勋部配合阎军独八旅及27军一部，包围八路军344旅及决死三纵队，企图逼迫其退出太南地区。1940年2月16日，蒋介石在重庆给驻洛阳的第一战区司令长官卫立煌打电报，并转第十八集团军总部，命令第十八集团军退出上党地区，退至白晋路（祁县白圭镇至晋城）以东，邯长路（邯郸至长治）以北，服从卫司令长官的指挥，否则以违抗军令，破坏抗战论罪。1940年2月20日，在晋城大阳一带，韦杰、唐天际率领新一旅，痛击第一战区黎民游击队，其1000余人大部被歼，残部逃往洛阳。2月23日，新一旅围歼阎军独八旅第13团，毙伤其300余人，生俘50余人。同时，蒋介石命令原先在山东的第十军团长石友三部从东边进攻八路军的晋冀鲁豫地区，遭到八路军主力的迎头痛击。石友三的两个军退到了漳河以南的清丰一带。使得朱怀冰第九十七军陷于孤立的地位。蒋介石一面命令石友三等部与朱怀冰部联成一气；一面急调第四十军和第二十七军到太行以南地区，准备向八路军实施大举进攻。此时，第一战区所属在该地的有：
- 驻扎在晋城、陵川之间的第二十七军范汉杰部
- 驻扎在沁水的第九十三军刘戡部
- 驻扎在阳城的第十四军陈铁部
- 驻扎在安泽与长子县的第四十军庞炳勋部

1940年3月5日，八路军第一二九师集中力量在林县东北的漳河南岸与朱怀冰部激三日，把朱怀冰全军击溃，歼灭万余人。从此，蒋介石就再不提及让八路军辙出太行山南部地区和太岳区，叫卫立煌和第十八集团军总司令朱德进行谈判，以划漳河为界。卫立煌奉蒋介石之命到晋城召开军长级军事会议部署把八路军打回其防区；蒋介石密令从陇海路加调6个师渡河到晋东南，以一举解决中共及八路军武装。面对这一严重事态，毛泽东等中共领导人考虑对蒋作一定的让步，于3月15日急电致朱德、彭德怀，请他们考虑让出山西陵川、合涧镇、河南林县一带地区。1940年4月10日，卫立煌派第一战区长官部高级参谋申凌霄到八路军总部驻地武乡县王家峪村，向朱德总司令递交了卫立煌的信函，并向朱总司令表示，愿意与贵军一直团结互助、并肩作战情谊，消除误会，言归于好；又转达了卫立煌邀请朱总司令前往洛阳商谈。朱德接受了卫立煌的邀请。并电告毛泽东。1940年4月12日，毛泽东、王稼祥在给朱德、彭德怀的复电中指出：“目前力争八路军、中央军的两军团结，朱总可与卫长官一唔”。此时，第十八集团军总部接到卫立煌已抵达晋城的电报。朱德从壶关启程，经陵川与第二十七军军长范汉杰会晤，并以第二战区副司令长官的名义给国民党举办的5县党政训练班作了两党合作抗日救国的讲话。此后，朱德自陵川、卫立煌自洛阳来到晋城。此时，日军正在进犯晋城的天井关至焦作一线，战事吃紧，形势迫势中央军不能向北与八路军开战，必须向南对抗日军进攻。朱德住晋城以北的北石店村，卫立煌住晋城以西四十里的陈村，一开始双方派员往来传话，待一切问题谈得差不多了，双方分头向重庆和延安请示后，朱德和卫立煌才见面签订正式的八路军与中央军驻防区划界协议。史称“晋城协议”。以临（汾）屯（留）公路及长治、平顺、磁县之线为界。其界以南为中央军防区，八路军主动退出林县、陵川、长治、壶关、晋城、阳城、沁水、高平及豫北一大片地区（史称“太南撤军”或“太南退军”）。这是蒋介石政府承认陕甘宁边区、阎锡山的山西省政府和第二战区承认晋察冀边区后，正式（事实上）承认了晋冀豫边区。至此，华北国共军事摩擦与第一次反共高潮结束。
5月9日，中共中央军委副主席周恩来亲笔致信阎锡山，信中说：“此间同志对山西之团结夙所关怀。苟先生对团结有进一步办法，来等无不愿尽绵薄，以挽危局，以利抗战。夫唇齿相依，患难与共，处今之世，惟先生能熟察之也。披诚直达，敬希明鉴。”

### 事后
中共和阎锡山方面达成和解协议后，双方均对该事件作低调处理。此后双方保持既合作又斗争的关系。但是，双方始终认为对方是事变爆发的责任方，并且在这一问题上从未取得一致看法。
吕调元等最后未及撤离秋林地区的牺盟总会领导人被阎锡山逮捕，羁押七年，1946年被毒杀于太原狱中。
后来正逢中共和阎锡山关系处于低潮时，1944年7月21、22日《西京日报》刊登了阎锡山对中外记者团谈话，内称阎锡山在1939年准备冬季攻势时，新军二纵队负责人韩钧率部叛变。该报同时还刊登了第二战区参谋长郭宗汾对记者团的报告。阎锡山的谈话和郭宗汾的报告对中共进行了严厉指责。时在延安的晋冀鲁豫边区政府副主席、太岳军区政委薄一波将此事向彭真进行了汇报。中共中央闻知后，责成他们商议对策。彭真召开数次座谈会，决定了反击的方针，报中央批准后执行。根据该方针，1944年8月13日由新华社接连发表《韩钧谈晋西事变真相》（该文由毛泽东起草）、《薄一波同志揭露阎锡山通敌叛国内幕》，刊登于8月14日的《解放日报》上。后来《解放日报》又于8月16日头版发表了新军总指挥续范亭所作的《三年不言之言》，8月24日发表了续范亭的《寄山西土皇帝阎锡山》。这些文章反驳了阎锡山的指责，并揭露阎锡山私通日本人还签订和平协议。这次言论交锋是中共和阎锡山在事件结束后首次也是惟一一次专门就该事件进行正面交锋。1944年8月中共指控閻錫山「背信棄義、發動內戰」，並稱晉西事變為「中日提攜」之結果：
就晉西事件本身而論，是閻錫山首先背信棄義，發動內戰。閻錫山企圖解決新軍、蓄謀已久，至1939年1月間，乃授權王靖國、陳長捷等，準備進攻新軍；並找反共將領，一個個地向他們說：「共產黨、八路軍勢力日益壯大，再加上犠盟會、決死隊與之合作，我晉綏軍將無立足之地。現在我們只有解決新軍、犠盟，援用日本所提中日提攜辦法，達到生存之目的。」有一個反動軍官(劉武銘)問：如何解決？王、陳答以先改組決死四縱隊為「中國抗日忠勇先鋒軍」，再集中晉西六個軍，配合日寇，解決決死二縱隊，然後協同日軍，解決一、三縱隊。果然不久，閻錫山即委任陳長捷為「討叛」軍總司令。陳於1939年11月29日(晉西事變前九天)發出密令，分三路向新軍進攻，計南路縱隊為六十一軍、八十三軍及警備軍之第七十三師等，司令由陳由兼，進攻隰縣屬之義泉，黃土(八路軍晉西支隊)；北路縱隊司令為梁培璜，率十九軍及三十三軍之一部，進攻隰縣……於是1939年12月1日，閻錫山下令決死隊二縱隊要準備於5日向同蒲線大舉破擊，實行所謂「冬季攻勢」。我正在動員部隊，執行破擊命令時，閻軍與日軍同時開始向我軍進攻。我們二中隊處於日、閻兩軍包圍夾擊之中，情勢至為險惡，有全部被殲危險，不實行自衛，就要死亡。我只得一面對敵進行血戰，一面又被迫不得不進行自衛，以抵抗舊軍。苦戰兼旬，始突破日寇和舊軍包圍，轉入晉西北，此即所謂「決死隊之叛變」。從此以後，決死隊就被稱為「叛軍」了。
国民党阵营内部对阎锡山与中国共产党合作以及晋西事变颇有看法。直到阎锡山去世之后，台北《民族晚报》还在其去世后六七天专门发表社论《阎锡山值得国葬吗？》指责阎锡山，其中称，
⋯⋯十九年四月五曰中央下令通缉等固无论矣，即抗战前后，虽然阎氏始终站在抗日战线，但因为阎氏大量培植左倾分子，卒使共党势力在山西坐大；二十八年十一月，新军叛变十五万之众，均投向共匪，成为后来晋察冀区共军主力，又是谁之过欤？⋯⋯

### 日军的诱和工作
随着中共的晋绥边区与阎锡山第二战区签订划界协定关系缓和，阎锡山与重庆国民政府的矛盾上升，1940年5月28日, 阎锡山在重庆的代表邱仰濬向国民政府进言：“晋绥军欲在敌共围攻之下存在, 非中央切实补充不可”“以晋钞价值惨跌, 致军政用费无法维持”，面临严重的政治、经济危机。阎锡山虽采取向民众实物征收的办法，但效果不彰，“加以调查不实，征派不公，各部队更趁机勒索，致民怨沸腾”“村民众忍声泣血，勉为供给，间有无法应付者，则铤而走险，逃居敌据地点”“社会恐怖，已达极点”。
驻山西省的日军第一军开始了对阎锡山的秘密的“和平”工作。1940年2月, 在日本第1军参谋长田中隆吉的强烈支持下, 伪山西省省长苏体仁授意伪省公署秘书曲宪纯 (阎锡山的表侄) 与太原西羊市晋恒木厂商人阎宜亭联络, 请其前往晋西面见阎锡山, 以便加强晋绥军与日军的“亲善合作”。因阎锡山字伯川, 日本陆军参谋总长板垣征四郎将该诱和工作授以代号“对伯工作”。双方经漫长的谈判与交涉合作防共，于1941年9月11日签订《晋绥军日本军基本协定》。1942年5月18日, 日本内阁命令中国派遣军总司令畑俊六终止“对伯工作”, “废除一切协定等, 不再主动实施招抚工作”。

## 相关
- 保安團